# Anquinha

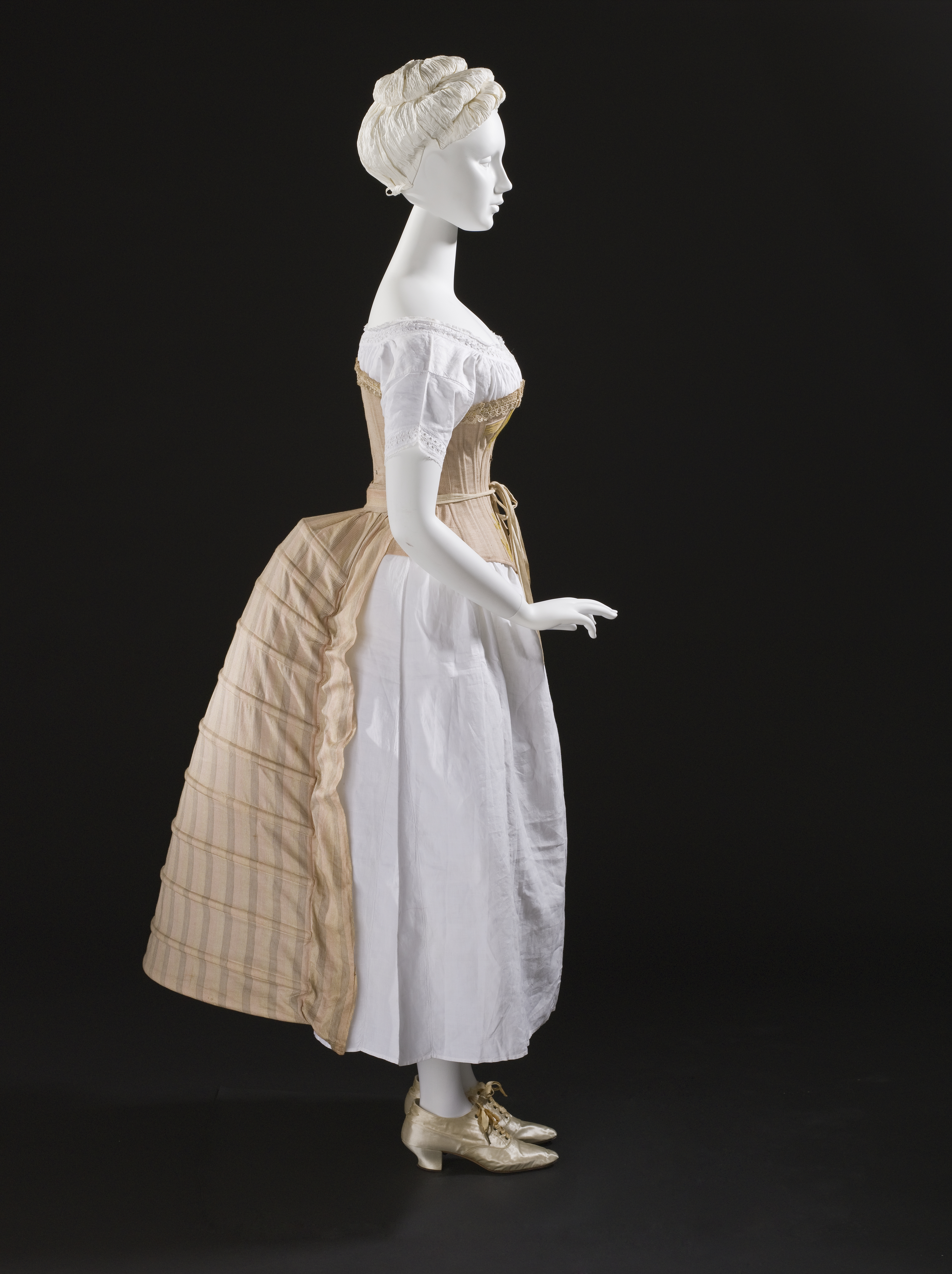
Anquinha de c. 1885.

A anquinha ou tournure é uma peça de roupa íntima acolchoada usada para dar plenitude ou apoiar a saia, usada na parte de trás dos vestidos femininos de meados ao final do século XIX, surgindo no início dos anos de 1870. Anquinhas eram amarradas na cintura, sob as anáguas nas costas, perto das ancas (daí a origem do nome em português). O tecido era pesado e tendia a puxar a parte de trás da saia para baixo e depois achatá-la. A anquinha foi um essencial no guarda roupa das mulheres ricas do Ocidente por vinte anos. Era muito mais funcional do que a velha crinolina. Saiu de moda nos anos de 1890, porque a partir dessa década as saias vão cair ao chão sem qualquer artifício. 

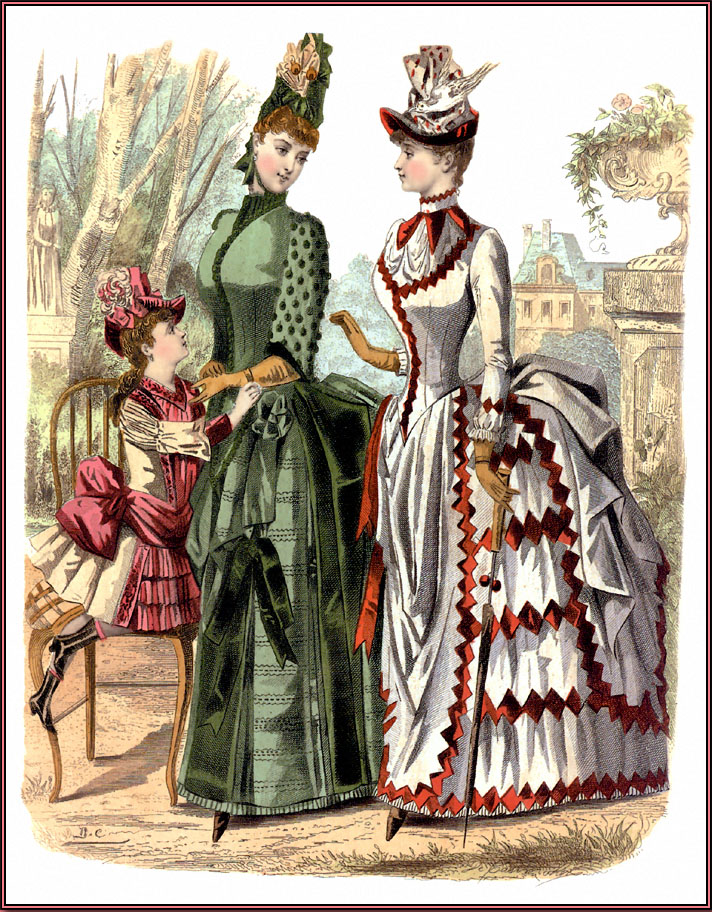
Vestidos de caminhada com anquinhas da década de 1880.

Anquinhas, de forma histórica, refere-se também a qualquer vestimenta de suporte usada por baixo de uma saia ou um vestido. Sendo assim, o termo "anquinha" era usado historicamente para remeter a outras estruturas se suporte desse tipo, como paniers ou vertugados dos séculos anteriores.

## História
A anquinha mudou completamente a silhueta feminina da época. A crinolina começou a transferir todo o seu volume para trás em uma linha ascendente, para depois cair em uma espécie de cascata. 
Nos estágios iniciais da moda da anquinha, a plenitude da parte de trás das saias era bem baixa e frequentemente espalhada para criar uma impressão maior. A transição das volumosas saias reforçadas com crinolina das décadas de 1850 e 1860 pode ser vista nas voltas e dobras de tecido e enfeites usados durante esse período. A anquinha posteriormente evoluiu para uma forma curvada muito mais pronunciada na parte de trás da saia imediatamente abaixo da cintura, com o tecido das saias caindo bastante acentuadamente no chão, mudando o formato da silhueta. 

### Transição da crinolina (1867-1872)

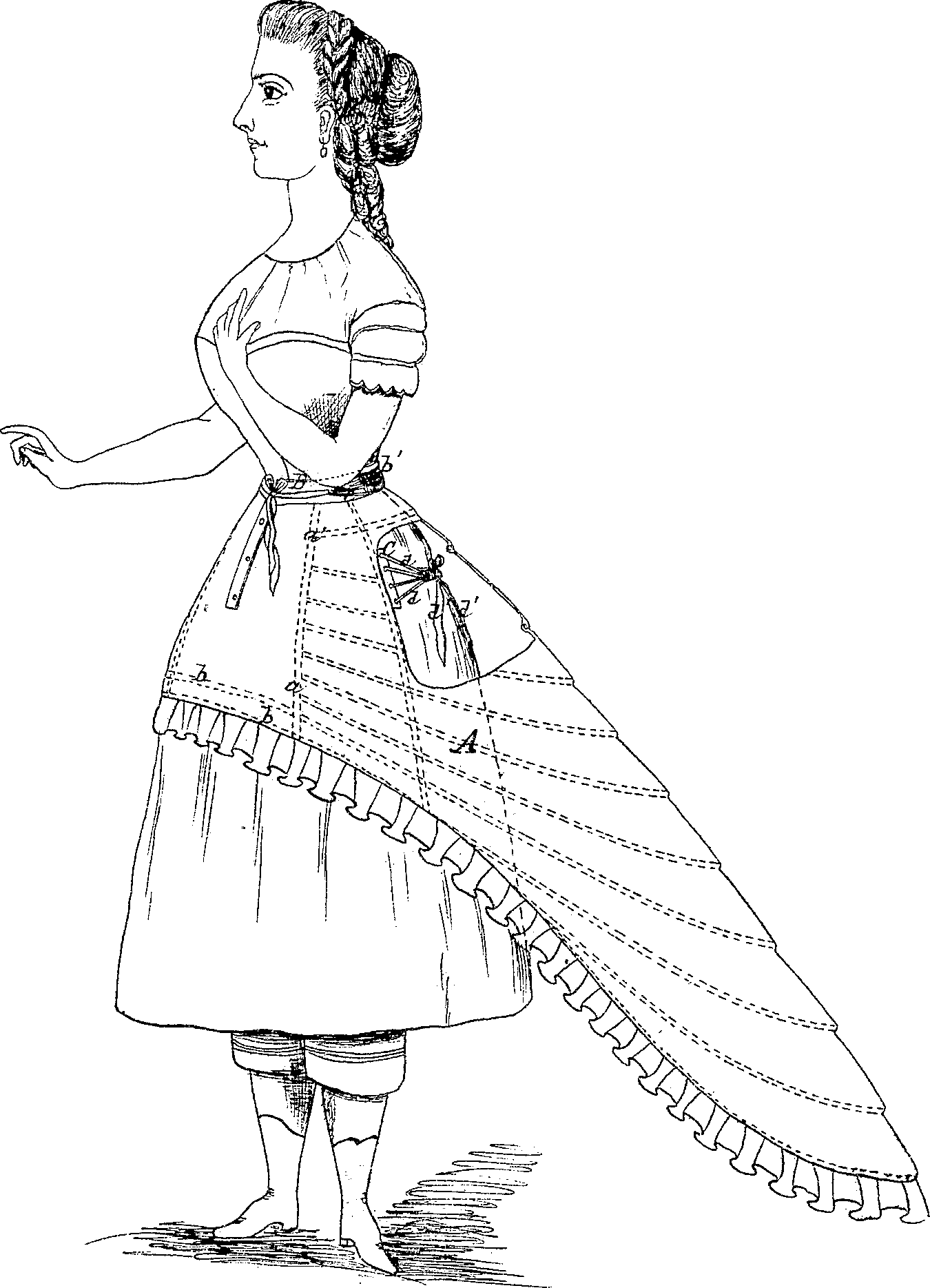
Uma ilustração sobre o conceito inicial da transição de crinolina para anquinhas, um projeto de crinoleta, 1867.

Conforme a moda das crinolinas avançava, sua forma ia mudando. Em vez da grande silhueta em forma de sino anteriormente, elas começaram a achatar na frente e nas laterais, criando mais plenitude na parte de trás das saias. Um tipo novo de crinolina, a crinoleta, criou uma forma muito semelhante à produzida por uma anquinha. As crinoletas eram mais restritivas do que as crinolinas tradicionais, pois a parte frontal era plana e o volume criado ao redor da parte posterior tornavam difícil de sentar-se para o usuário. O excesso de tecido da saia criado por esta alteração na nova forma foi enrolado na parte de trás, novamente criando maior plenitude. 

### Anquinha inicial (1869-1876)
Mais tarde, a anquinha tornou-se uma característica da moda por si só depois que a sobressaia do final da década de 1860 foi dobrada para trás e algum tipo de suporte passou a ser necessário para a nova forma drapeada. A plenitude ainda era considerada necessária para fazer a cintura parecer menor e a anquinha acabou substituindo a crinolina completamente nessa época. A anquinha foi usada em diferentes formas durante a maior parte das décadas de 1870 e 1880, houve um curto período de vestidos retos sem volume e com costas planas, durando apenas de 1877 a 1882.

### Anquinha tardia (1883-1889)

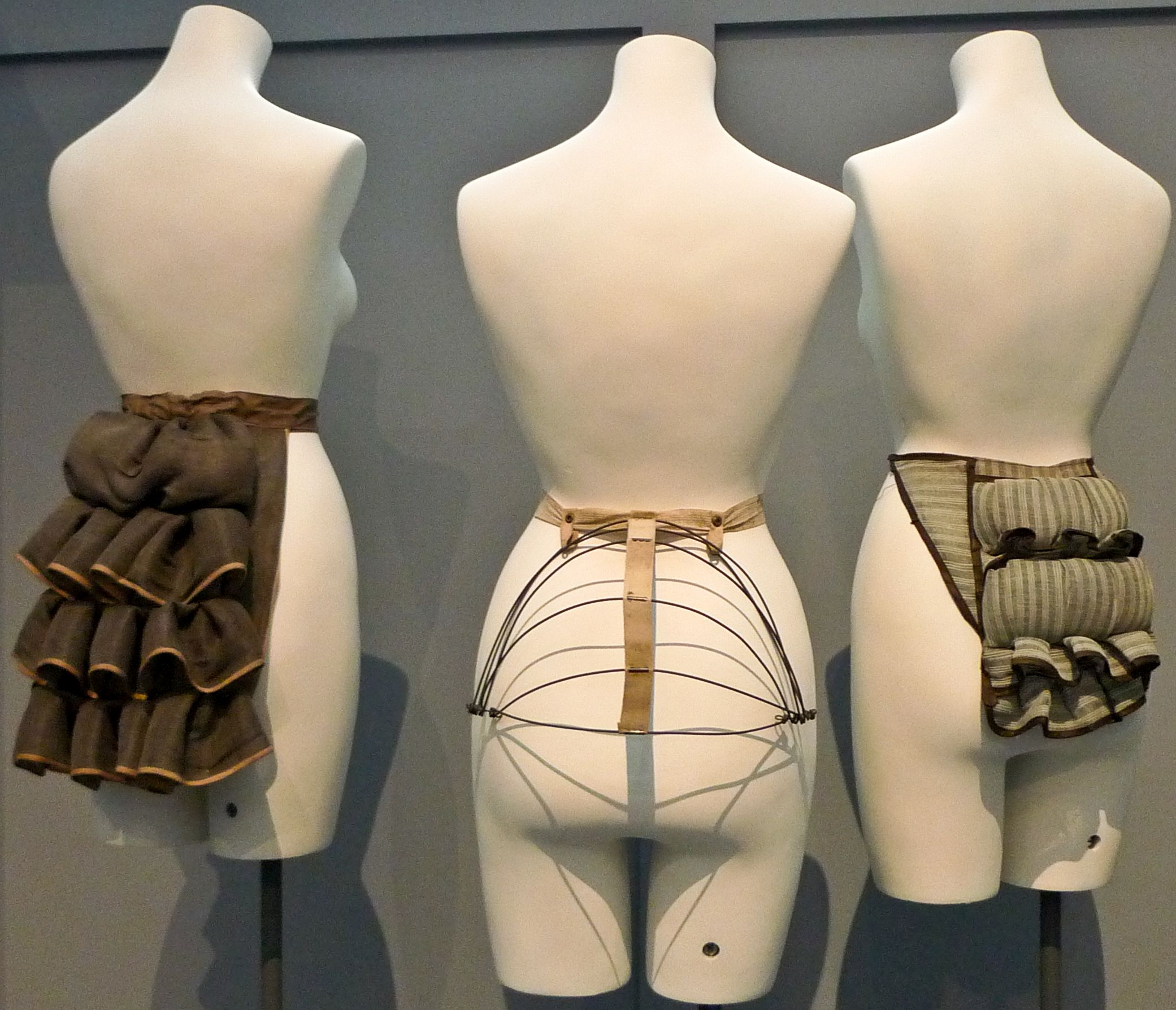
Suportes de anquinhas dos períodos de 1875 a 1885.

A anquinha reapareceu em 1883, e foi exagerada para se tornar uma importante atração da moda em meados e no final da década de 1880, em 1885 atingindo proporções absurdas aos olhos modernos, como usada na peça Arms and the Man, de George Bernard Shaw. A moda de grandes anquinhas terminou em 1889.

### O fim da anquinha (1889-1905)
A anquinha então sobreviveu até a década de 1890 e início do século XX, apesar de muito diferente de suas formas iniciais, pois um suporte de saia ainda era necessário e o formato estiloso que ditou uma curva na parte de trás da saia para equilibrar a curva do busto na frente. A anquinha desapareceu completamente por volta de 1905, quando o espartilho comprido do início do século XX surgiu, agora o mesmo conseguia moldar o corpo para se projetar para trás, sem necessidade de suportes como crinolinas ou anquinhas. 

## Na moda atual
Anquinhas e vestidos amplos raramente são usados na sociedade contemporânea. Exceções notáveis ocorrem na da alta-costura, moda nupcial e moda Lolita. Um vestido no estilo anquinha pode ser usado como fantasia ou figurino. Por exemplo, em 1993, Eiko Ishioka ganhou um Óscar por seus figurinos de Drácula de Bram Stoker. O filme apresenta vários vestidos extravagantes criados para as protagonistas Winona Ryder e Sadie Frost (embora o filme indique que é 1897, uma época em que as grandes anquinhas retratadas teriam desaparecido anos atrás. Filmes como The Bostonians, Topsy-Turvy ou Age of Innocence mostram uma representação mais realista).

## Galeria

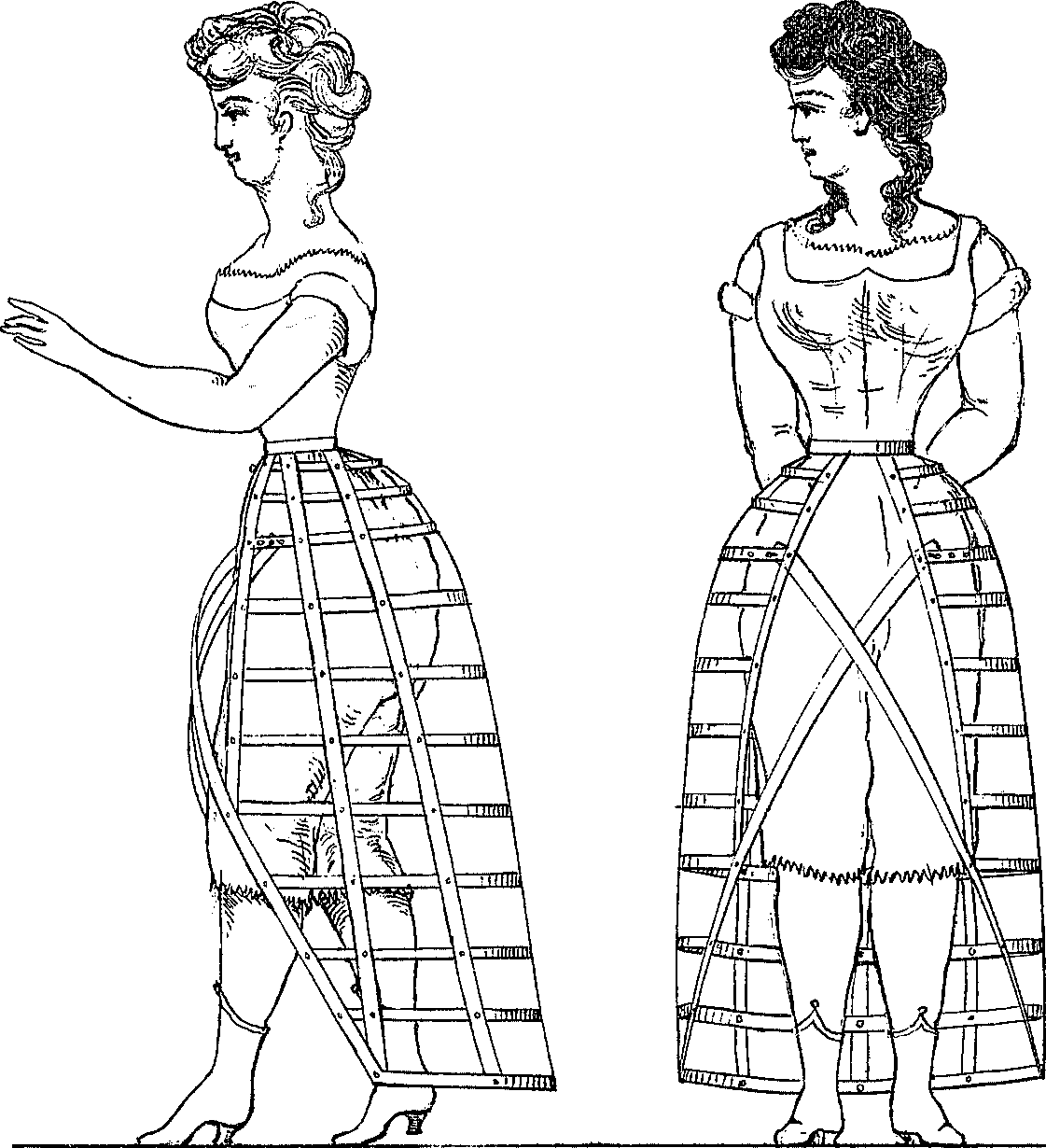
A crinoleta, 1872.
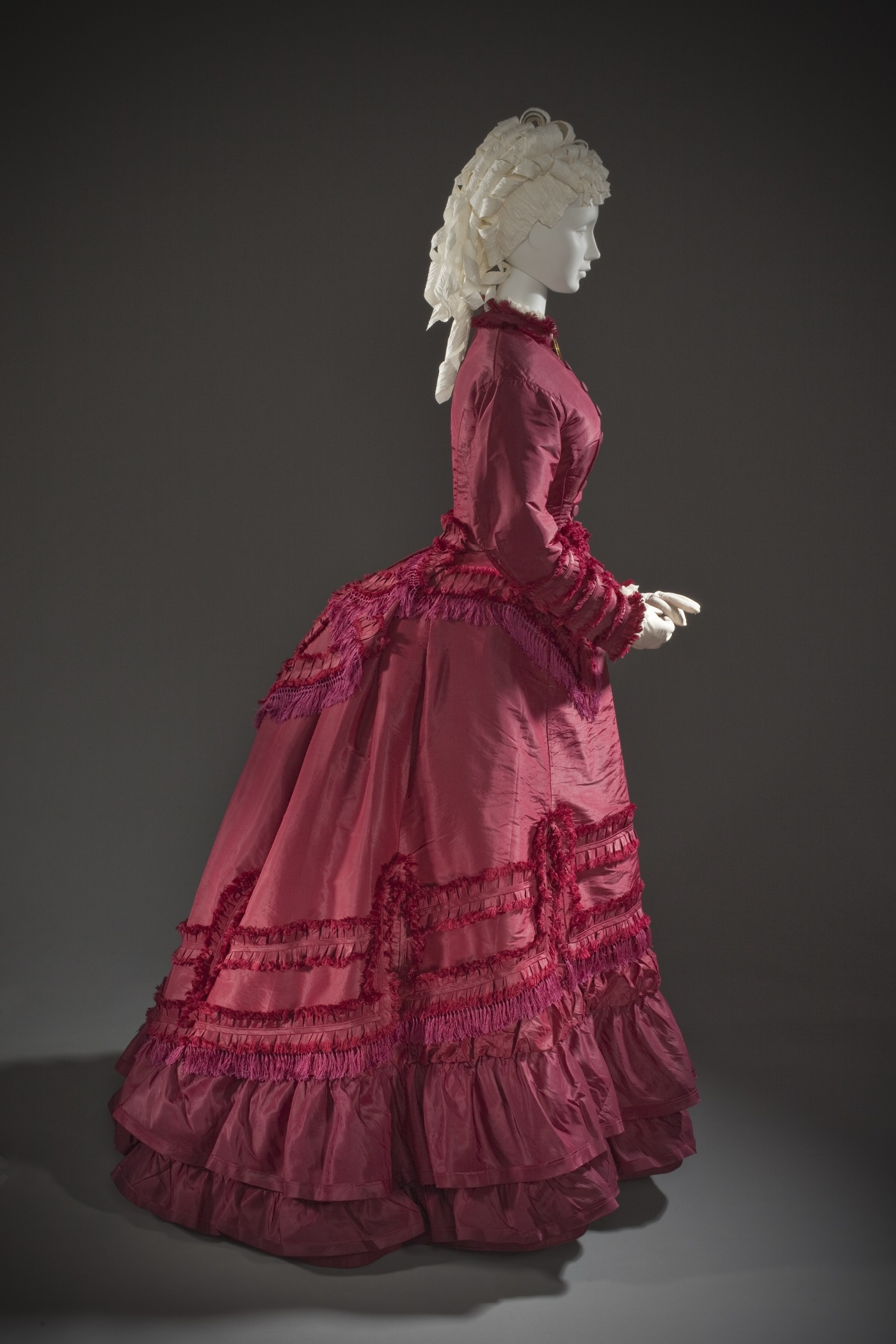
Vestido com anquinha de c. 1874.
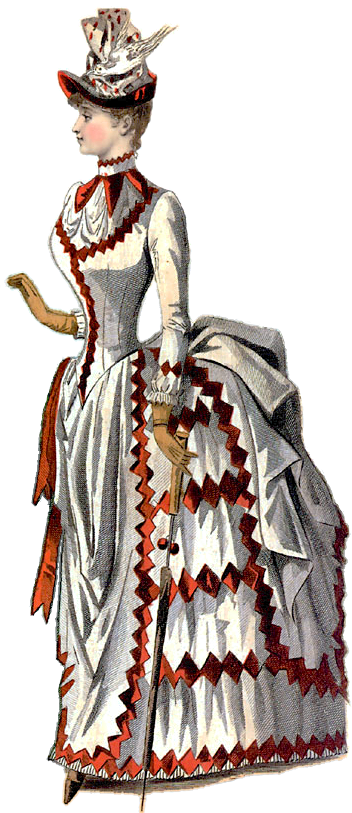
Gravura de moda dos meados dos anos 1880.
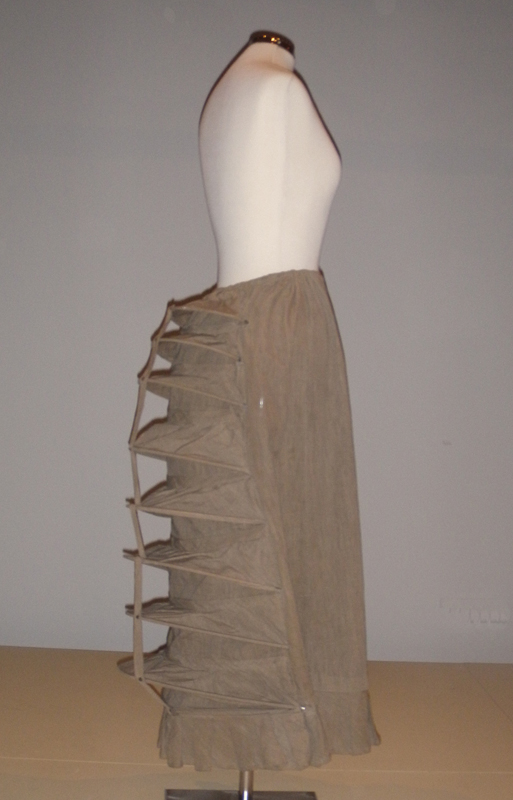
Anquinha de Nova York, 1885.
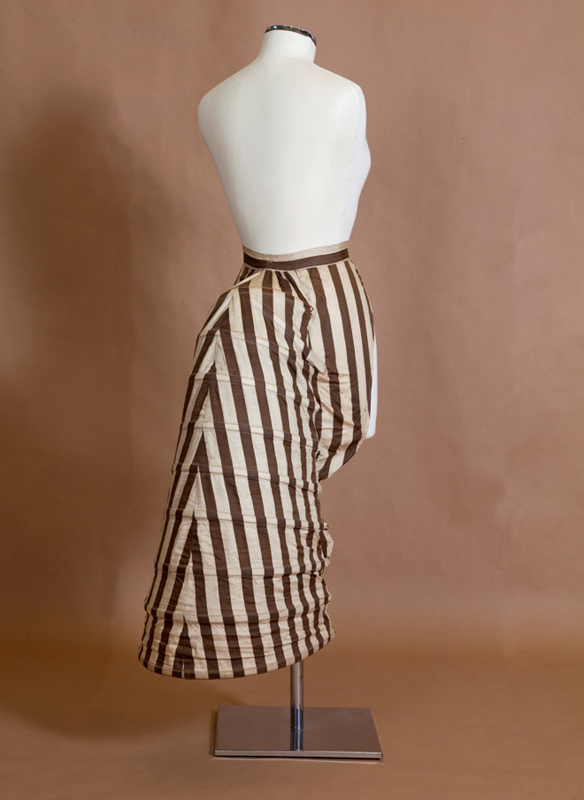
Anquinha marrom com listas cor creme, meados dos anos 1870.
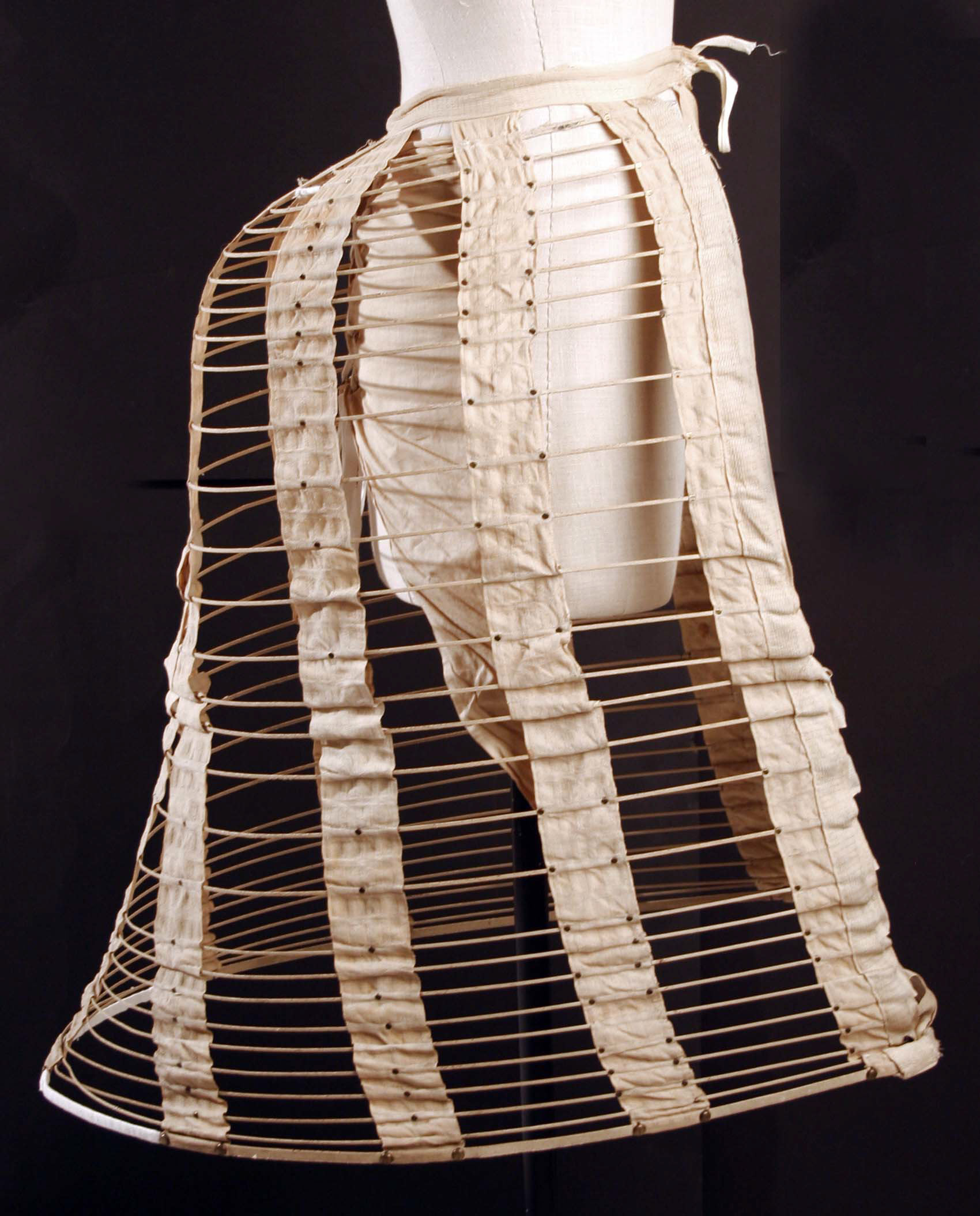
Crinoleta em exposição no Metropolitan Museum of Art (MET), c. 1867.
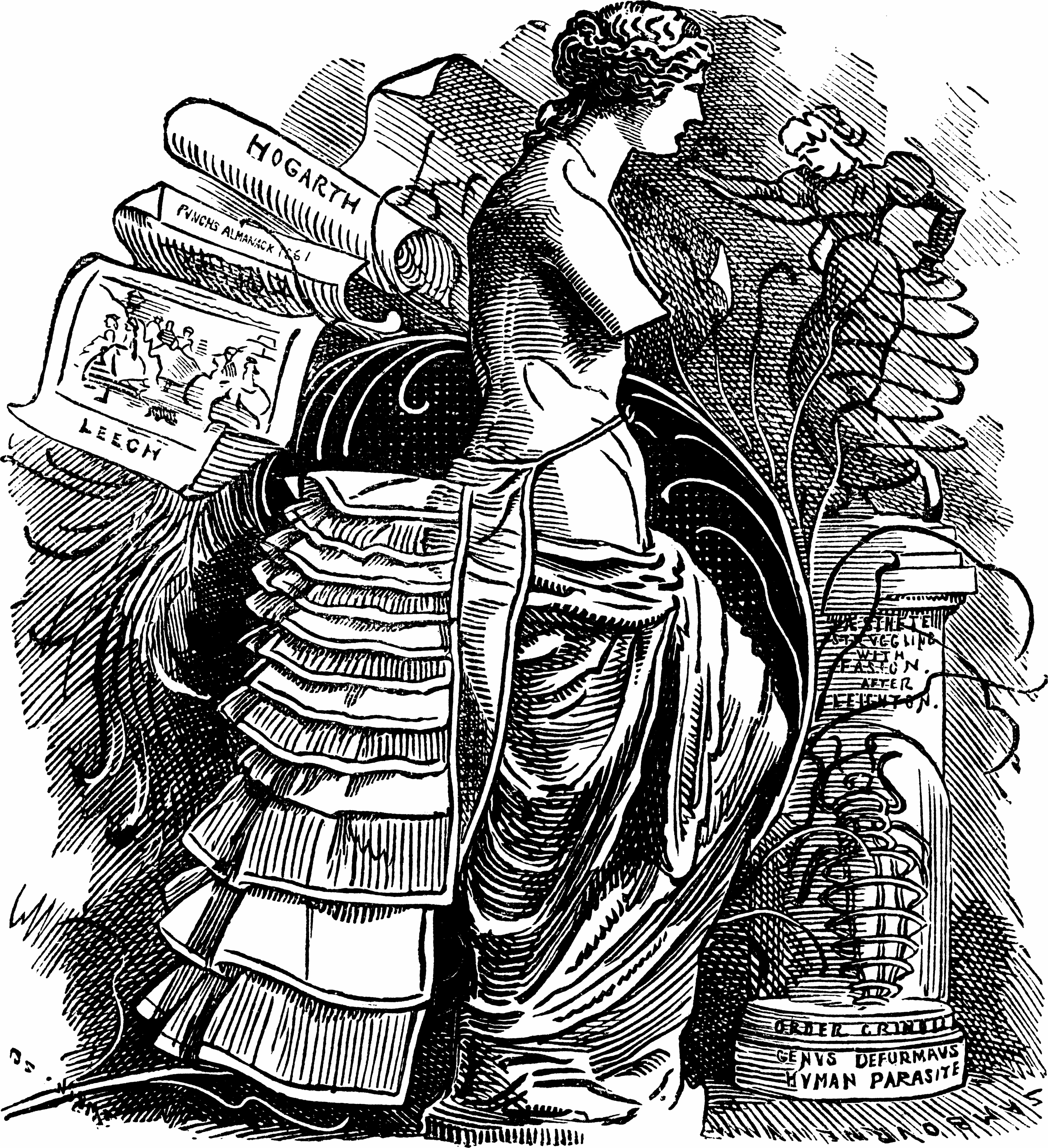
Uma crítica sobre a moda de anquinhas, representada como "parasitas nos traseiros".
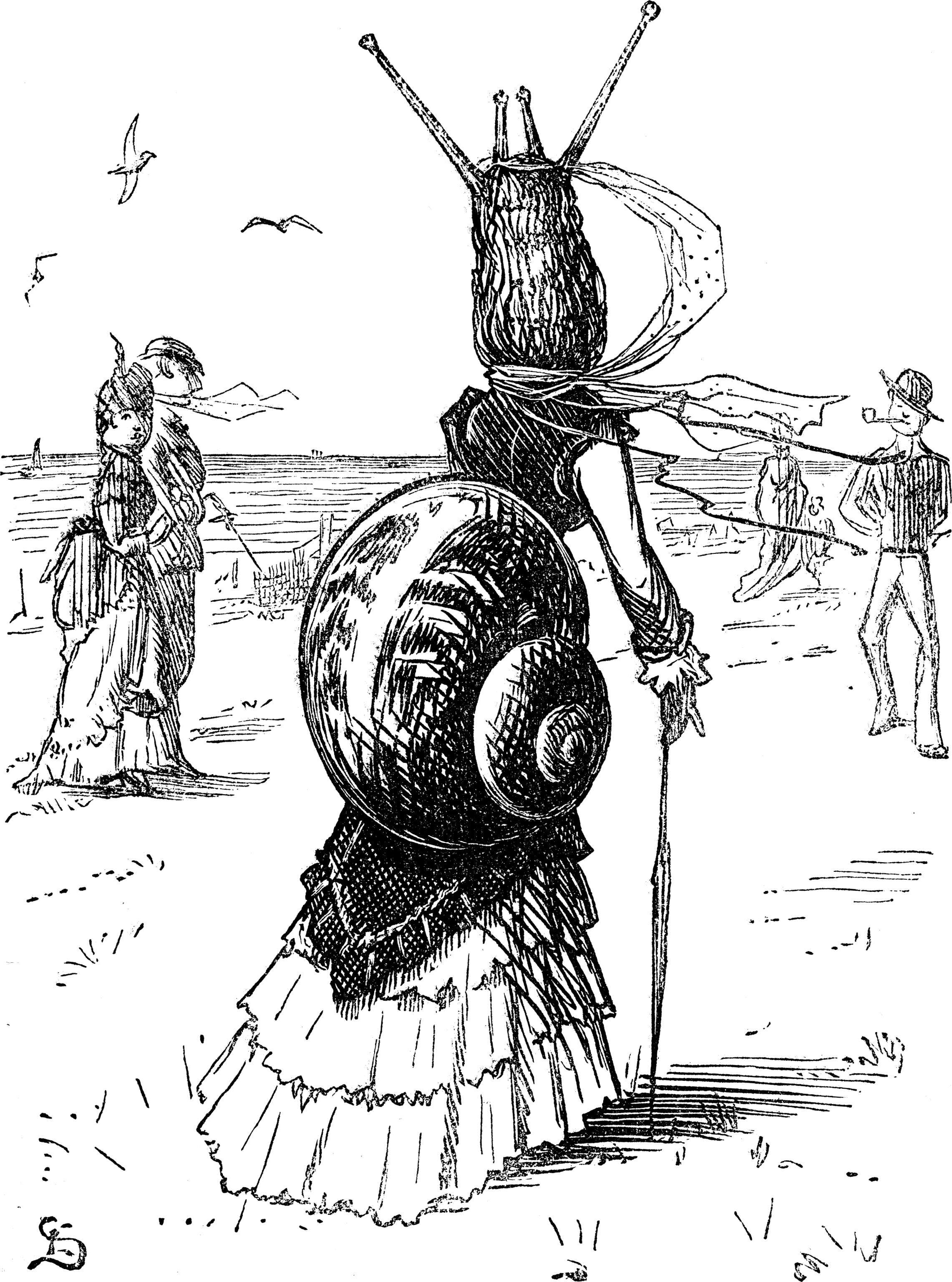
Imagem sátira comparando o vestido de anquinha com um caracol usando um vestido do mesmo estilo.
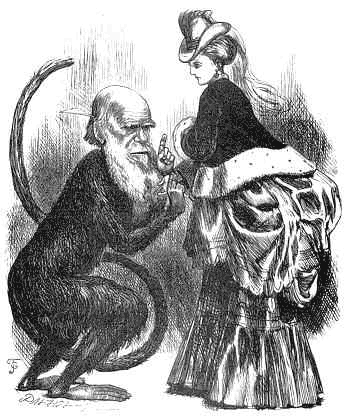
Caricatura de Charles Darwin contemplando a anquinha como uma curiosidade da história natural, pela revista Fun, 16 de Nov, 1872.